# Marco Gonçalves
Marco Gonçalves, né le 22 avril 1984, à Pombal, au Portugal, est un joueur portugais de basket-ball. Il évolue au poste de pivot.